# Znak pokoju
Znak pokoju – znak przekazywany podczas posoborowej liturgii eucharystycznej w czasie mszy. Nie jest on obowiązkową częścią mszy.
Następnie, jeżeli okoliczności za tym przemawiają, diakon lub kapłan mówi:
Przekażcie sobie znak pokoju.
Według przepisów (OWMR 82.) sam znak (czyli jego formę) ustala konferencja episkopatu danego kraju, zgodnie z mentalnością i zwyczajami mieszkańców.
W polskich kościołach przyjmuje on najczęściej formę skłonienia głową lub podania ręki. W liturgii w mniejszych wspólnotach lub pomiędzy kapłanami przekazywany jest w formie starożytnej, tradycyjnie przekazywanej od czasów pierwotnych chrześcijan: jednokrotnego pocałunku w obydwa policzki. Św. Paweł w 2. Liście do Koryntian napisał: "Pozdrówcie się nawzajem świętym pocałunkiem!" (2 Kor 13,12). Obecnie powszechną praktyką jest wypowiedzenie podczas przekazywania znaku słów: "pokój Pański niech zawsze będzie z tobą" lub "Pokój z tobą", zgodnie z przepisami liturgicznymi (OWMR 2002: 154.) Co istotne, aneks polskiego Episkopatu do OWMR odradza stosowania formy "pokój wam wszystkim".
Istnieje także kapłański znak pokoju, symbolizujący znak pocałunku: kapłani chwytają siebie za łokcie i skłaniają głową. Ten znak był stosowany również przed posoborową reformą liturgiczną Pawła VI w zgromadzeniach zakonnych podczas mszy konwentualnych.